# Aichach
Aichach is een stad in de Duitse deelstaat Beieren. Het is de Kreisstadt van het Landkreis Aichach-Friedberg. De stad telt 21.488 inwoners.

## Geboren
- Vincenz Müller (1894-1961), generaal en politicus

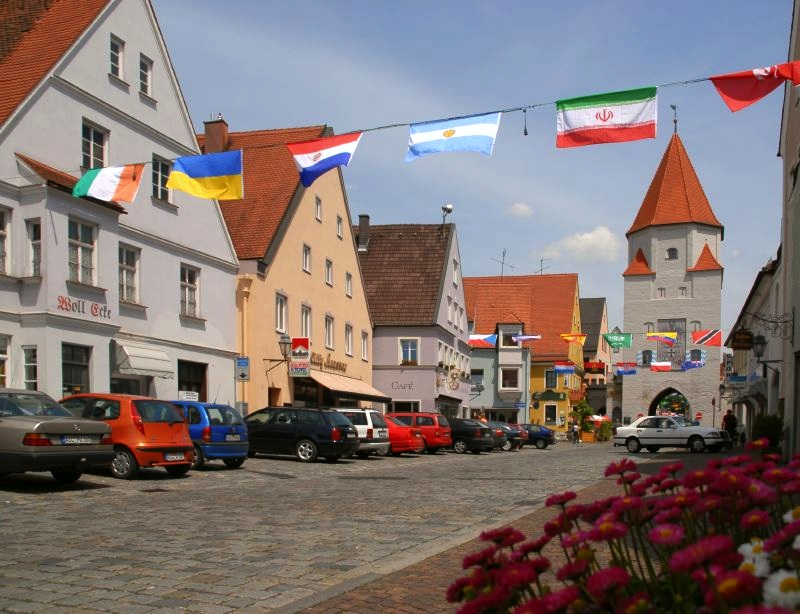
Aichach

Adelzhausen ·
Affing ·
Aichach ·
Aindling ·
Baar ·
Dasing ·
Eurasburg ·
Friedberg ·
Hollenbach ·
Inchenhofen ·
Kissing ·
Kühbach ·
Merching ·
Mering ·
Obergriesbach ·
Petersdorf ·
Pöttmes ·
Rehling ·
Ried ·
Schiltberg ·
Schmiechen ·
Sielenbach ·
Steindorf ·
Todtenweis